# Chazezesa Challengers
Chazezesa Challengers est un groupe de musique zimbabwéen qui s'est formé en 1993, avec Funuel Nyasha Tazvida,  plus connu sous le nom de "System Tazvida", né le 2 mai 1968 à Zaka Masvingo (Fort Victoria) à l'époque de la Rhodésie, (actuel Zimbabwe)[réf. souhaitée]. 

## Origine
Funuel Nyasha Tazvida a principalement écrit et interprété des chansons, dans sa langue natale le shona, elles portaient d'un manière critique, sur les questions de la vie quotidienne. L'artiste, s'était produit par le passé avec les Khiama Boys et les Sungura Boys, sans tirer aucun bénéfice. Il a donc a formé son propre groupe avec des musiciens expérimentés en recrutant son frère Peter, ancien bassiste de Nyami Nyami Sounds; le guitariste LeeRoy Lunga qui jouait avec les Super Sounds et le Kasongo Band; le percussionniste Lucky Mumiriki un ancien des Hurungwe Sounds et les Sungura Boys 

## Style de musique
Le groupe est parvenu à mixer les éléments musicaux du sungura, du jazz, et du mbaqanga sud-africain et des sonorités traditionnelles, ce qui a donné un mélange attrayant et populaire. Chazezesa Challengers ont produit une série d'albums à succès du milieu à la fin des années 1990; leur premier album, Rudo Tsika Nemagariro, s'est vendu à plus de 20 000 exemplaires , tandis que Mutunhu Unemago a dépassé les 30 000 exemplaires. Certaines de leurs meilleures chansons incluent Anodyiwa Haature, Kaserura Ndizvo, Smoko, Ndiridze Mhere, Ukarambwa Usacheme et Vaforomani. 
System Tazvida est connu pour souligner qu'il aimait mieux jouer pour les foules rurales qui, selon lui, aimaient et appréciaient sa musique en chantant et en dansant avec énergie quand il faisait des spectacles.

## Déclin
Le groupe a subi, au tournant du XXe siècle , la perte de son leader System Tazvida et de son batteur Wezhira Shoko. Peter Tazvida, a repris la direction du groupe mais il a également succombé à la maladie en 2002. Sous la direction de Lee Roy Lunga, le groupe a poursuivi son activité en sortant son douzième album, Smoko Pachena / Chabvondoka, en décembre 2002.

## Autres projets
Les Chazezesa Challengers développé et soutenu des projets communautaires zimbabwéens, notamment leur propre équipe de football en direction des chômeurs, un club pour enfants, leurs propres studios et une entreprise de mécanique.